# Batalla de Azamor
La batalla de Azamor tuvo lugar entre el 28 y 29 de agosto de 1513 en Azamor, en el actual Marruecos, donde se libró una batalla entre portugueses y fesíes. 

## Historia
Azamor, dependiente del Reino de Fez, aunque gozando de gran autonomía, prestaba vasallaje al rey Juan II ya desde 1486. Las desavenencias generadas entre el gobernador Moulay Zayam, que rechazó pagar el tributo y que preparaba un ejército para defenderse, ocasionaron el envío de la marina portuguesa a aquella ciudad el 15 de agosto de 1513, bajo órdenes de Manuel I.
El 1 de septiembre, el ejército portugués, liderado por Jaime, duque de Braganza, tomaba la ciudad sin resistencia. Se sabe que en ella participó Fernando de Magallanes, el primer navegante en intentar circunnavegar el globo terrestre. Ahí perdió su caballo, magullándose la rodilla.
- Datos: Q2887914